# ショウユコウジカビ
ショウユコウジカビ（醤油麹黴、学名：Aspergillus sojae、は、Aspergillus属糸状菌の一種。醤油麹菌（しょうゆこうじきん）とも呼ばれる。sojaeとはラテン語で大豆の意。醤油の発酵生産に使用される。ニホンコウジカビ (A. oryzae) と近縁であり、同様にアフラトキシンを生成しないことが証明されている。
「麹」という用語は日本では、広義で発酵食品に使われる様々なカビを指し、狭義では日本人がアスペルギルス・フラバス（Aspergillus flavus、以下フラバス）を家畜化し伝統的に発酵食品に使用してきたニホンコウジカビと、同じく日本で使用されてきたショウユコウジカビを特定して指す。
広義の意味での「麹」の技術は中国に由来すると考えられているが、中国と朝鮮が長い間に伝統的な酒造りや醤造りに使用していたカビはクモノスカビ (Rhizopus) やケカビ (Mucor) の一種であり、ニホンコウジカビやショウユコウジカビではない。なお現在ではニホンコウジカビとショウユコウカビは東アジアを中心に発酵食品に広く使われている。